# Дутра Перейра, Жералдо
Жералдо Дутра Перейра (порт.-браз. Geraldo Dutra Pereira; род. 24 апреля 1963, Говернадор-Валадарис, Минас-Жерайс), более известный как Жералда́н (порт.-браз. Geraldão) — бразильский футболист, защитник.

## Карьера
Жералдан начал карьеру в клубе «Риу-Доси». Оттуда он в возрасте 13 лет перешёл в «Крузейро», где дебютировал 7 августа 1980 года в товарищеской игре со сборной Колумбии (0:1). 18 сентября того же года Жералдан забил первый мяч за клуб, поразив ворота «Арагуари» в матче чемпионата штата Минас-Жерайс (6:0). В 1981 году он был арендован клубом «Сосиал». В 1982 году он сыграл несколько матчей за клуб, после чего перешёл в катарский «Аль-Араби». Он выиграл с командой чемпионат Катара и Кубок эмира Катара. В 1984 году Жералдан возвратился в «Крузейро» и выиграл с командой два чемпионата штата. Всего за клуб футболист провёл 177 матчей и забил 27 голов. Последний матч в составе «Крузейро» Жералдан сыграл 10 мая 1987 года с «Атлетико Минейро» (2:3).
В 1987 году Жералдан был куплен португальским «Порту» за 1,3 млн долларов. 30 августа он дебютировал в составе команды в матче с «Виторией» из Гимарайнша. В том же сезоне он помог команде выиграть Межконтинентальный кубок и Суперкубок УЕФА. Бразилец выступал за «Порту» четыре сезона, выиграв два чемпионата Португалии, два Кубка страны и два Суперкубка Португалии. В 1991 году руководства команды узнало о переговорах защитника и «Бенфики», за что он был удалён от команды. Бразилец полтора месяца находился вне состава. Клуб без него в составе потерял первое место в чемпионате. Президент «Порту» Нуну Пинту был вынужден настоять на возвращении защитника, который даже уехал в Бразилию. После возвращения Жералдана «Порту» выиграл чемпионат.
Летом 1991 году Жералдан перешёл во французский клуб «Пари Сен-Жермен». Но выступления там были осложнены травмой, из-за которой он не мог показывать былой уровень игры. В Париже защитник сыграл 29 матчей и забил один гол. Сезон спустя футболист уехал в Мексику, став игроком «Америки». В 1993 году он возвратился в Бразилию. Жералдан перешёл в «Гремио», где дебютировал 8 февраля в матче с «Бельграно» (2:3). В том же сезоне он выиграл с командой чемпионат штата Риу-Гранди-ду-Сул. Последней командой в карьере футболиста стала «Португеза Деспортос». Жералдан завершил карьеру в возрасте 30 лет из-за той же травмы. Позже он рассказал: «Я почувствовал, что пришло время остановиться. Я больше не видел себя играющим в футбол».
За национальную команду Жералдан начал выступать в начале 1980-х. В 1981 году он поехал на чемпионат Южной Америки в возрасте до 20 лет. На турнире бразильцы заняли второе место. 19 мая 1987 года он дебютировал в составе команды в матче с Англией (1:1). 1 июня он не забил пенальти в товарищеском матче с Израилем (4:0). В том же году Жералдан стал участником Кубка Америки, где сыграл две встречи. В 1990 году он был кандидатом на участие в чемпионате мира, однако в окончательный список не попал. Это связывалось с приходом на пост главного тренера Себастьяна Лазарони, который перестал вызывать защитника в состав национальной команды.

## Международная статистика
| Матчи Жералдана за сборную Бразилии | Матчи Жералдана за сборную Бразилии | Матчи Жералдана за сборную Бразилии | Матчи Жералдана за сборную Бразилии | Матчи Жералдана за сборную Бразилии | Матчи Жералдана за сборную Бразилии | Матчи Жералдана за сборную Бразилии |
| ----------------------------------- | ----------------------------------- | ----------------------------------- | ----------------------------------- | ----------------------------------- | ----------------------------------- | ----------------------------------- |
| №                                   | Дата                                | Место проведения                    | Оппонент                            | Счёт                                | Голы                                | Турнир                              |
| 1                                   | 19 мая 1987                         | Лондон                              | Англия                              | 1:1                                 | —                                   | Кубок Роуза                         |
| 2                                   | 23 мая 1987                         | Дублин                              | Ирландия                            | 0:1                                 | —                                   | Кубок Роуза                         |
| 3                                   | 26 мая 1987                         | Глазго                              | Шотландия                           | 2:0                                 | —                                   | Кубок Роуза                         |
| 4                                   | 28 мая 1987                         | Хельсинки                           | Финляндия                           | 3:2                                 | —                                   | Товарищеский матч                   |
| 5                                   | 1 июня 1987                         | Тель-Авив                           | Израиль                             | 4:0                                 | —                                   | Товарищеский матч                   |
| 6                                   | 21 июня 1987                        | Флорианополис                       | Эквадор                             | 4:1                                 | —                                   | Товарищеский матч                   |
| 7                                   | 24 июня 1987                        | Порту-Алегри                        | Парагвай                            | 1:0                                 | —                                   | Товарищеский матч                   |
| 8                                   | 28 июня 1987                        | Кордова                             | Венесуэла                           | 5:0                                 | —                                   | Кубок Америки                       |
| 9                                   | 3 июля 1987                         | Кордова                             | Чили                                | 0:4                                 | —                                   | Кубок Америки                       |

## Достижения
- Чемпион Катара: 1982/1983
- Обладатель Кубка эмира Катара: 1983
- Чемпион штата Минас-Жерайс: 1984, 1987
- Победитель Панамериканских игр: 1987
- Обладатель Кубка Роуза: 1987
- Обладатель Межконтинентального кубка: 1987
- Обладатель Суперкубка УЕФА: 1987
- Чемпион Португалии: 1987/1988, 1989/1990
- Обладатель Кубка Португалии: 1987/1988, 1990/1991
- Обладатель Суперкубка Португалии: 1990, 1991
- Чемпион штата Риу-Гранди-ду-Сул: 1993